# Plazma torta
Plazma torta je vrsta torte koja je dobila ime po plazma biskvitu koji od 1967. proizvodi Koncern Bambi iz Požarevca i srbijanski je brend.

## Povijest
Plazma torta se u Srbiji priprema više od 3 desetljeća. Priprema ove torte nemoguća je bez plazma keksa koji je neizostavan sastojak. Kolač je jednostavan za pripremu, brzo se priprema i ne peče se. Može se oblikovati po želji i primjeren je za dječje rođendane. Vrlo je fleksibilan što se tiče sastojaka, pa po želji možemo dodati sjeckanu čokoladu, krem bananice, žele bombone, ratluk, banane.. . Osim plazma torte izrađuju se i kuglice raznih okusa i boja.

## Galerija
- Plazma torta
- Plazma torta